# بينيتا ديوب
بينيتا ديوب ناشطة سنغالية في مجال حقوق المرأة. وهي مؤسِّسة منظمة «التضامن الإفريقي»، وهي منظمة غير ربحية تعمل على تعزيز حقوق المرأة في أفريقيا.

## النشأة
ولدت بينيتا ديوب في جيول، وهي مدينة في السنغال. وهي ابنة ماريما لو، التي كانت نائبة الرئيس للنساء في الاتحاد التقدمي، وهو حزب سياسي أسسه ليوبولد سيدار سنغور في عام 1958. كونها نسوية، شجعت ماريما لو بناتها الأربع للحصول على التعليم. درست ديوب إدارة أعمال في باريس.  

## المهنة

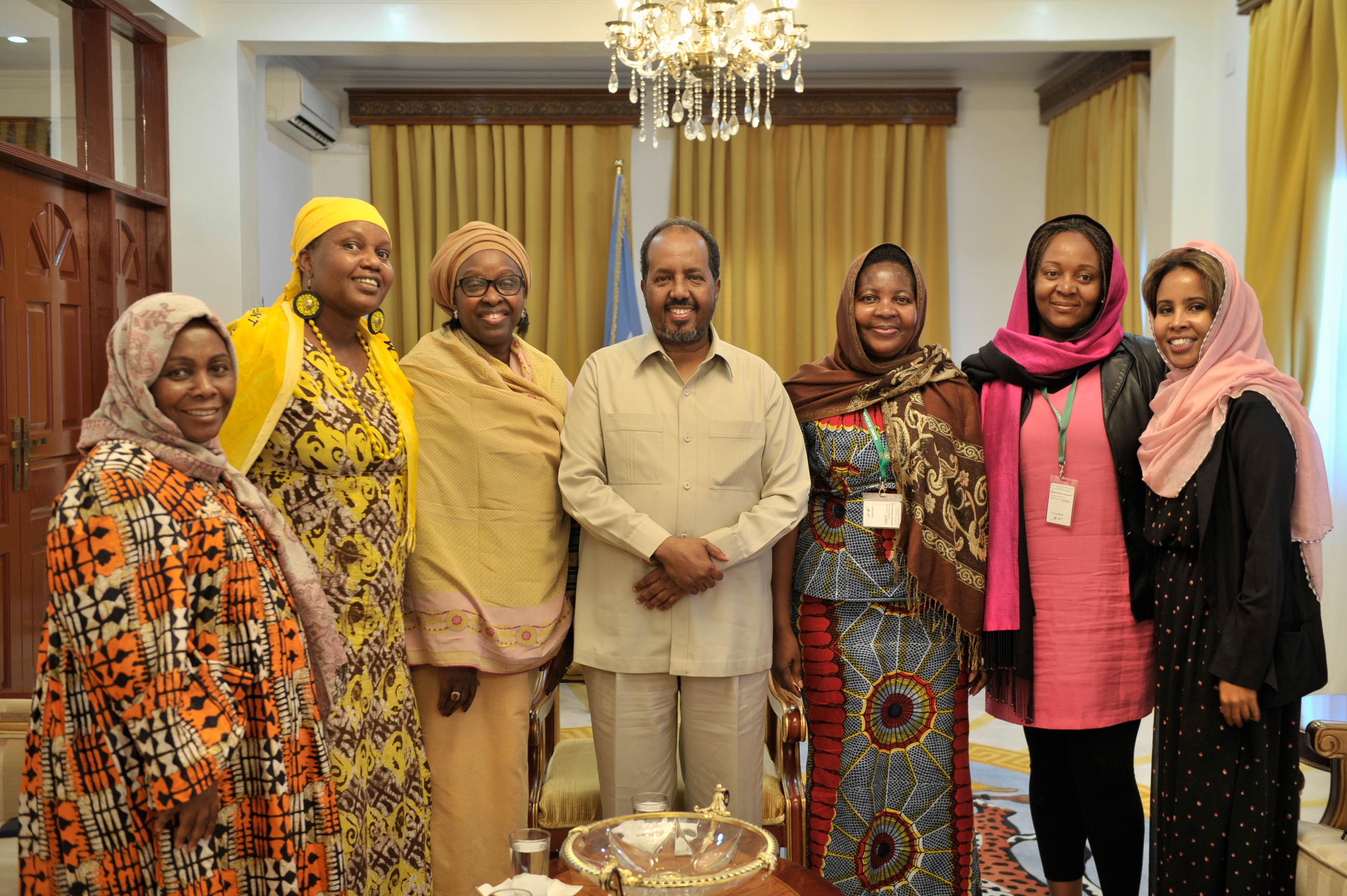
المبعوث الخاص المعني بالمرأة والسلام والأمن التابع للرئيس مفوضية الاتحاد الأفريقي، بينيتا ديوب، وغيره من المسؤولين الأفارقة الاتحاد الوقوف مع الرئيس الصومالي، حسن شيخ محمود، في فيلا الصومال في مقديشو في نوفمبر 25. المبعوث الخاص للمرأة، السلام والأمن التابع للرئيس الاتحاد مفوضية الأفريقية، بينيتا ديوب، هبطت في الصومال اليوم في مستهل زيارة تستغرق يومين حيث ستلتقي مع مسؤولين من الحكومة والاتحاد الأفريقي لمناقشة قضايا المرأة في البلاد.

في عام 1981، انضمت ديوب إلى اللجنة الدولية للمحامين، وهي منظمة غير حكومية معنية بحقوق الإنسان. في جنيف في عام 1996، أسست نساء أفريقيا للتضامن (FAS).  ساهمت ديوب في تنفيذ قرار مجلس الأمن الدولي رقم 1325 في عام 2000. شاركت في وضع الميثاق الأفريقي لحقوق الإنسان والشعوب (المعروف أيضًا باسم ميثاق بانجول)، جنبا إلى جنب مع المحامين الأفريقيين، ووضعت بروتوكول مابوتو، الذي اعُتمد في عام 2003.  تشارك ديوب في عمليات المصالحة في دول مثل بوروندي وليبيريا وجمهورية الكونغو الديمقراطية،  في بعثات مراقبة الانتخابات في العديد من البلدان وتعمل في لجنة تحقيق حول العنف ضد المرأة في جنوب السودان. لقد كانت المبعوثة الخاصة لرئيس مفوضية الاتحاد الإفريقي للنساء والسلام والأمن منذ عام 2014. 
في عام 2011، ظهر ديوب في مجلة تايم 100، وهي قائمة سنوية تضم أكثر مائة شخصية مؤثرة نشرتها مجلة تايم الأمريكية.  في العام التالي، حصلت على وسام من قبل جوقة الشرف.  في عام 2013، منحتها مؤسسة شيراك لها جائزة عن أفعالها لتعزيز مشاركة المرأة في منع نشوب الصراعات. 

## الحياة الشخصية
ديوب متزوجة من رجل دبلوماسي.

## الجوائز والتقديرات
في عام 2011، ظهرت بينيتا ديوب بفي قائمة تايم 100، وهي قائمة لأكثر مئة امرأة مؤثرة تأسّست سنويًا من قبل المجلة الأمريكية تايم.3 وفي العام التالي، حصلت على تعيين وسام جوقة الشرف وفي عام 2012 حصلت على درجة الدكتوراه الفخرية من جامعة السلام. في عام 2013، منحتها مؤسسة شيراك جائزة خاصة «لعملها لصالح تعزيز المرأة في منع النزاعات».